# Festival de Eurovisión de Jóvenes Músicos 1994
La VII edición del Festival de Eurovisión de Jóvenes Músicos se celebró en el Philharmonic Concert Hall de Varsovia (Polonia) el 14 de junio de 1994.
Pese a que había 24 países interesados en participar, solo 8 de ellos consiguieron clasificarse para participar en la final televisada; por eso Polonia, aunque fuera el país anfitrión, no participó debido a que no fue seleccionada por el grupo de expertos para competir en la final.
La Warsaw Symphony Orchestra bajo la dirección de Kazimierz Kord fue la orquesta encargada de acompañar a los 8 participantes en esta edición.
La ganadora de esta edición fue la representante del Reino Unido Natalie Clein tocando el violonchelo.

## Ronda preliminar
| - Alemania - Austria - Bélgica - Chipre - Croacia - Eslovenia - España - Francia |  | - Grecia - Irlanda - Lituania - Macedonia del Norte - Noruega - Polonia - Portugal - Rusia |  |

## Participantes y Clasificación
| Posición | País y TV       | Representante  | Instrumento |
| -------- | --------------- | -------------- | ----------- |
| 1        | Reino Unido BBC | Natalie Clein  | Violonchelo |
| 2        | Letonia LTV     | Liene Circene  | Piano       |
| 3        | Suecia SVT      | Malin Broman   | Violín      |
| -        | Dinamarca DR    | Frederik Magle | Órgano      |
| -        | Estonia ETV     | Marko Martin   | Piano       |
| -        | Finlandia YLE   | Pia Toivio     | Violonchelo |
| -        | Hungría MTV     | Mark Farago    | Piano       |
| -        | Suiza SSR / TSR | David Bruchez  | Trombón     |

### Artistas que regresan
- Manolis Neophytou: Representó a Chipre en la edición anterior.

## Predecesor y sucesor
| Predecesor: Bruselas 1992 | Festival de Eurovisión de Jóvenes Músicos Varsovia 1994 | Sucesor: Lisboa 1996 |